# 白洲次郎 (テレビドラマ)
『ドラマスペシャル・白洲次郎』（ドラマスペシャルしらすじろう）は、2009年にNHKで放送された全3回のテレビドラマの特別番組である。脚本は大友啓史と近衛はな、音楽は大友良英、白洲次郎役は伊勢谷友介が演じた。
平成21年度（第64回）文化庁芸術祭賞優秀賞（テレビ部門・ドラマの部。第1回「カントリージェントルマンへの道」に対し）、および2009年度（第14回）アジア・テレビジョン・アワード審査員奨励賞（シリーズドラマ部門）を受賞した。

## 作品内容
白洲次郎を主人公とした初の映像作品であり、一般的に知名度の低かった白洲の知名度上昇に貢献した北康利と、白洲の実娘の牧山桂子の著作を原案とする。イギリス留学の経歴に基づいて、英語台詞のみのシーンが挿入されるなどの試みがなされた。

## 登場人物

### 白洲家
白洲次郎（しらす じろう）
演：伊勢谷友介（少年：高良健吾 晩年：神山繁）
主人公。一本気な性格で事あるごとに他人と衝突するが、人の意見を素直に聞く一面も併せ持っている。イギリスに留学後、近衞文麿を支持して政界に参画する。近衞の失脚後も戦争回避に努めるが、それが失敗すると一家で鶴川に疎開してしまう。しかし政界への関心は失う事はなく、終戦後は通訳として新憲法を創案する近衞らに協力する。近衞の失脚後は吉田茂に見出されて日米交渉に粉骨砕身する事になる。
白洲正子（しらす まさこ）
演：中谷美紀
次郎の妻。伯爵樺山家の娘で、怨恨のある白洲家の次男だった次郎を見初めて結婚する。非常に気が強く、父に向かっても直言する激しい性格。結婚後は惰性的な生活を送る事が多くなり、自らのアイデンティティに苦しむ。居候であった河上徹太郎の影響で青山二郎の弟子となった。
白洲文平（しらす ぶんぺい）
演：奥田瑛二
次郎の父。大きな屋敷を構える富豪で、日本家屋の中を靴履きで歩き、自分の歩いた床を女中たちに拭かせるなど豪放な生活をしていた。次郎とは反りが合わない事も多く、最後まで理解し合う事はなかった。世界恐慌の煽りをくらって事業が破綻し、晩年は一人で農業に従事していた。
白洲芳子（しらす よしこ）
演：原田美枝子
次郎の母。自己主張は少ないが、気ままな夫を支える良妻賢母。文平の理解者でもあり、その生き方を貫き通した文平に敬意を表した。
ミヨシ
演：塩見三省
白洲家に住んでいた宮大工。自邸を増改築する趣味があった文平に召抱えられている。次郎に「正」の字の由来を話す。
太刀川静（たちかわ　しずか）
演：草村礼子
白洲家の女中。正子に従って子供たちの面倒を見ている。
白洲尚蔵（しらす しょうぞう）
演：大藏基誠
次郎の兄。
白洲春正（しらす はるまさ）
演：渡部駿太
次郎の長男。
白洲兼正（しらす かねまさ）
演：荻野太陽
次郎の次男。
白洲桂子（しらす かつらこ）
演：大村藍来（少女：桑原姫乃）
次郎の末娘。
おみつ
演：堀ひろこ
白洲家の女中。破産した白洲家の後始末に追われる。

### 樺山家
樺山愛輔（かばやま あいすけ）
演：中原丈雄
正子の実父。伯爵。白洲家とは浅からぬ仲だが、当初は正子と次郎の結婚にも反対していた。
樺山丑二（かばやま ちゅうじ）
演：小久保丈二
正子の兄。次郎に正子を紹介する。政界では近衞文麿に協力している。

### 吉田家
吉田茂（よしだ しげる）
演：原田芳雄
後の内閣総理大臣。飄々としながら豪放な性格。政界に参画した次郎の上司となり、「おやじ」と慕われる。気骨ある精神で政界に影響を及ぼし、戦中は東條内閣打倒と和平交渉のために近衞文麿らと協力して「ヨハンセングループ」を結成し、一時は憲兵隊に拘束された。終戦後は次郎を登用し、ともにアメリカとの外交戦に身を投じる。
吉田和子（よしだ かずこ）
演：近衛はな
茂の娘。

### 政治家たち
牛場友彦（うしば ともひこ）
演：石丸幹二
次郎の幼馴染にして親友。近衞文麿を首相に擁立する際に次郎に協力を要請し、次郎の政界進出のきっかけを作った。以後も近衞の側近の役割を果たし、近衞が亡くなるまで支え続けた。
近衞文麿（このえ ふみまろ）
演：岸部一徳
国民の圧倒的支持を得て首相に就任する。暴走しがちな軍部を御しながら戦争回避を目指すが、抗いきる事はできなかった。倒閣後は吉田茂らと協力して和平交渉に尽くし、終戦へと導いた。戦後はマッカーサーの指示で憲法草案の作成に取り掛かるが、欧米世論にバッシングを受けて失脚。その後、戦犯指名を受け、次郎や牛場らの訴追回避運動も空しく、間もなく服毒自殺を遂げた。
牧野伸顕（まきの のぶあき）
演：江原真二郎
内大臣で吉田茂の岳父。国内きっての親英米派で、他の親英米派の人々には牧野が日本外交を支えていると目されている。
有馬頼寧（ありま よりやす）
演：大橋吾郎
次郎が理事を務めた帝国水産の社長。有名無実化した理事会の必要性を次郎に問われる。
広田弘毅（ひろた こうき）
演：世古陽丸
外務大臣。226事件後に首相に就任したが、組閣人事に反対する陸軍の武藤章に押しかけられる。
細川護貞（ほそかわ もりさだ）
演：片岡暁孝
近衞文麿の女婿で、近衛擁立に参画した一人。倒閣後も近衞を支える。
原田熊雄（はらだ くまお）
演：剣持直明
西園寺公望元首相の秘書を務め、近衞文麿擁立に参画した一人。倒閣後も近衞を支える。
岩淵辰雄（いわぶち たつお）
演：頭師佳孝
吉田茂のヨハンセングループの一人。
犬養健（いぬかい たける）
演：山上賢治
近衞文麿擁立に参画した一人。後にヨハンセングループに参画し、戦後は新憲法草案作成に協力する。
幣原喜重郎（しではら きじゅうろう）
演：石橋雅史
内閣総理大臣。GHQが作成した憲法草案を巡って、閣議が紛糾する。
松本烝治（まつもと じょうじ）
演：竜雷太
幣原内閣の新憲法担当国務大臣。GHQ作成の憲法草案内容に憤慨する。

### 軍関係
辰巳栄一（たつみ えいいち）
演：高橋克実
陸軍軍人。イギリス駐在武官時代に吉田茂と知り合い、その気骨に惚れ込む。戦中は事務方に参画していたために次郎に懇願され、次郎への召集令状を握り潰した。
武藤章（むとう あきら）
演：坂西良太
陸軍軍人。広田弘毅内閣組閣時に外相候補の吉田茂をはじめとする親英米派の閣僚人事に反対し、広田首相を問い詰める。
小畑敏四郎（おばた としろう）
演：石田延之
吉田茂のヨハンセングループの一人。

### アメリカ
マッカーサー
演：TIMOTHY HARRIS
GHQ司令官、元帥。戦後の日本の実効支配にあたり、東久邇宮内閣に新憲法草案作成を指示する。
ケーディス
演：CHRISTIAN JAMES
マッカーサーの元で新憲法作成に関わっている。
グルー大使
演：STEVEN ASHTON
アメリカの大使。舞踏会で正子と知り合う。

### イギリス
ロビン
演：ED SPELEERS
次郎の留学先だったケンブリッジ大学時代の親友。貴族階級出身であり、次郎にジェントルマンへの憧れを生じさせた。次郎が単身でイギリスへ乗り込み戦争回避を訴えた際にも協力する。のちの第7代ストラフォード伯爵。

### 文士たち
青山二郎（あおやま じろう）
演：市川亀治郎
文化人として著名で、河上徹太郎の師として登場する。独特の美意識を持っており、奇行も目立つ。芸術観がないという正子を弟子に迎える。
河上徹太郎（かわかみ てつたろう）
演：田中哲司
次郎の友人であだ名は「テッチャマ」。本職は文学評論家。空襲で家が焼かれたために鶴川の次郎の家に寄宿するようになる。趣味はピアノ。正子と青山二郎を繋ぐ接点となる。
小林秀雄
演：緒形幹太
青山二郎と交流を持つ文士。
河上綾子（かわかみ あやこ）
演：町田マリー
徹太郎の妻。

### 神戸の人々
ミセス・ワイルド
演：CYNTHIA CHESTON
英語の家庭教師。幼い次郎に英語を教える。
田口（たぐち）
演：阪田マサノブ
次郎の学校の英語教師。
八田（はった）
演：松浦慎一郎
少年時代の次郎の同級生。

### 鶴川の人々
小川修一（おがわ しゅういち）
演：滝藤賢一
鶴川の青年農民。疎開してきた次郎と親しく、次郎に農作を教えていた。後に戦火が激しくなると赤紙召集を受けて出征し、フィリピンで戦死した。
修一の母
演：佐藤直子

### その他
佐々木惣一（ささき そういち）
演：佐々木勝彦
憲法研究家。近衞文麿らの憲法草案作成に参画する。新憲法の作成にプライドを持っており、作成を焦る次郎を毛嫌いする。
春風亭柳橋（しゅんぷうてい りゅうきょう）
演：春風亭柳橋
落語家。吉田茂に招かれて落語を演じる。
永野重雄（ながの しげお）
演：遠藤憲一
日本製鉄筆頭常務。広畑製鉄所を外資系企業に売却しようとした次郎と激しく対立する。
本多誠二（ほんだせいじ）
演：眞島秀和
辣腕新聞記者。次郎に対して激しく取材攻勢をかける。
外資導入に暗躍する次郎のスキャンダルをものにしようと徹底マークするが、次郎の不思議な魅力に引き込まれていく。
長谷川元吉（はせがわもとよし）
演：渡辺憲吉
外務省通訳。
衆議院通産委員会・委員長
演：黒部進
桐山議員
演：森次晃嗣
風見議員
演：上杉祥三
田島議員
演：北見敏之
笹原議員
演：団時朗
国会に参考人として召還された次郎を厳しく問い詰める。

## スタッフ
- 原案：北康利「白洲次郎 占領を背負った男」、牧山桂子「次郎と正子〜娘が語る素顔の白洲家」
- 脚本：大友啓史、近衛はな（第2回から）
- 音楽：大友良英
- 取材協力：茨城県つくばみらい市、東京都町田市、大阪府、愛知県名古屋市、静岡県熱海市、栃木県那珂川町、University of Cambridge、樟蔭学園、茨城県立土浦第一高等学校、博物館明治村、日本クラシックカークラブ
- 脚本協力：近衛はな、イケタニマサオ、関えり香、児玉頼子
- 資料提供：牧山圭男、青柳恵介、近衞忠大、玉眞和雄
- 憲法考証：古閑彰一
- 政治考証：粟屋憲太郎
- 風俗考証：天野隆子
- 自動車考証：涌井清春
- 皇族華族考証：小田部雄次
- 三品取引考証：黄孝春
- GHQ考証：笹川陽太郎
- 能楽指導：友枝雄人
- 台本翻訳：豊崎洋子
- 検視指導：杢尾尭
- 英語指導：STUART VARNAM-ATKIN、奈良橋陽子
- 所作指導：飛鳥峯王
- 軍事指導：寺田近雄、RANDY GOINS、LARRY WILLS
- マナー指導：西出博子
- ダンス指導：二ッ森みどり
- 擬闘：藤榮史哉
- 三品取引指導：山本淳
- 宮大工指導：吉川輔良
- 制作統括：鈴木圭
- 演出：大友啓史

### 挿入歌
The Soldier
歌：Fred Frith
作詞：Rupert Brooke　作曲：Fred Frith
しゃれこうべと大砲
歌：浜田真理子
Jesus loves me, this I know
歌：Lauren Newton

## 放送
いずれも総合テレビ。ここでの時刻表記は、すべて日本時間とする。視聴率は関東地区・ビデオリサーチ調べ。
| 放送回 | 放送日  | 放送時間      | 題                             | 英題                         | 脚本              | 演出     | 視聴率 |
| ------ | ------- | ------------- | ------------------------------ | ---------------------------- | ----------------- | -------- | ------ |
| 第1回  | 2月28日 | 21:00 - 22:30 | カントリージェントルマンへの道 | Becoming a Country Gentleman | 大友啓史          | 大友啓史 | 12.8%  |
| 第2回  | 3月7日  | 21:00 - 22:30 | 1945年のクリスマス             | Christmas 1945               | 大友啓史 近衛はな | 大友啓史 | 8.2%   |
| 第3回  | 9月23日 | 22:00 - 23:30 | ラスプーチンの涙               | The Tears of Rasputin        | 大友啓史 近衛はな | 大友啓史 | 8.2%   |

- 当初、第3回は2009年8月22日に放送することが決定していたが、第45回衆院選に伴う関連編成に伴い、9月23日に再度延期された。

原田芳雄の病気に伴う収録の遅れと放送日の変更
収録は2008年8月にスタートし、第1回放送は当初1月に設定されていた。しかし、原田芳雄が大腸癌の手術を受けた事で収録スケジュールが変更になり、結果収録が大幅に遅れ、第1回放送日の変更を余儀なくされた。NHKでは第1回放送を8月に延期する事も検討したが、視聴者の期待や関心が大きくなってしまったことを考慮し、すでに完成していた第1・2話を先行放送することになり、結果として「第2回と第3回放送の間隔が半年も開く」こととなった。なお、NHKでは第3回放送を前に、第1・2回を2009年9月21日・22日に改めて放送した。

## 関連ラジオ番組
第3回の放送に関連し、NHK-FMでドラマのサウンドトラックおよび白洲夫妻にまつわる楽曲を紹介する『音楽でたずねるドラマの世界』という番組が放送される。当初は第3話の放送直前の8月14日深夜に放送予定だったが、第3話の再延期に伴いラジオ番組も9月20日夜に延期された。